# Finnmarksturen
Finnmarksturen, FMT är ett tävlings- och motionslopp på mountainbike, motsvarande vad Vasaloppet är för skidåkarna. FMT går sedan 1991 av stapeln i skogarna omkring Ludvika. Loppet har åkts av svenska idrottare som Torgny Mogren och Bernt Johansson.